# David Akers
David Roy Akers (Lexington, 9 dicembre 1974) è un ex giocatore di football americano statunitense che ha militato nel ruolo di placekicker nella National Football League (NFL). Dopo non essere stato scelto nel Draft NFL 1997 firmò coi Carolina Panthers. Al college ha giocato a football all’Università di Louisville.

## Carriera professionistica
Akers non fu scelto nel Draft 1997 ma firmò in qualità di free agent con gli Atlanta Falcons e poi coi Carolina Panthers senza mai scendere in campo nella sua stagione da rookie. Il debutto da professionista avvenne nell'unica gara disputata nella stagione 1998 con i Washington Redskins in cui sbagliò due field goal da oltre 50 yard. Durante la stagione 1999 fu svincolato e si trasferì ai Philadelphia Eagles che per qualche mese lo spostarono nella NFL Europa con i Berlin Thunders.
Tornato agli Eagles, Akers esplose nella stagione 2000 segnando 29 field goal su 33 tentativi. Rimase per undici stagioni a Philadelphia, dove si impose stabilmente come uno dei migliori kicker della lega, venendo convocato per 5 Pro Bowl e inserito 5 volte nella formazione ideale della stagione All-Pro.
Il 29 luglio 2011, Akers firmò un contratto triennale del valore di 9 milioni di dollari coi San Francisco 49ers. David superò il record di franchigia di Jerry Rice per il maggior numero di punti segnati in una stagione nella vittoria per 20-3 sui Pittsburgh Steelers nel Monday Night Football del 19 dicembre 2011. A fine stagione fu convocato per il suo sesto Pro Bowl e inserito nel First-Team All-Pro.
Nella partita di debutto della stagione 2012, Akers pareggiò il record NFL segnando un field goal dalla distanza di 63 yard nella vittoria contro i Green Bay Packers (questo primato fu in seguito superato da Matt Prater nel 2013). Malgrado l'ottima partenza, Akers faticò per tutto il resto della stagione sbagliando un primato di 13 field goal. I 49ers arrivarono al Super Bowl XLVII in cui David segnò tre field goal su tre ma la sua squadra fu sconfitta 34-31 contro i Baltimore Ravens.
Il 6 marzo 2013, Akers fu svincolato dai Niners dopo due stagioni con la squadra. Nell'aprile 2013, il trentottenne Akers firmò con i Detroit Lions.

## Palmarès

### Franchigia
- National Football Conference Championship: 2

Philadelphia Eagles: 2004
San Francisco 49ers: 2012

### Individuale
- Pro Bowl: 6

2001, 2002, 2004, 2009, 2010, 2011
- All-Pro: 6

2001, 2002, 2004, 2009, 2010, 2011
- Giocatore degli special team del mese della NFC: 4

ottobre 2007, novembre 2009, novembre 2010, dicembre 2011
- Formazione ideale del 75º anniversario degli Eagles
- Formazione ideale della NFL degli anni 2000